# PGC 85575
LEDA/PGC 85575 ist eine Elliptische Galaxie vom Hubble-Typ E im Sternbild Pegasus nördlich der Ekliptik, die schätzungsweise 447 Millionen Lichtjahre von der Milchstraße entfernt ist. Im selben Himmelsareal befinden sich u. a. die Galaxien NGC 7720, IC 5341, IC 5342.